# Vitali Alekseenok
Vitali Alekseenok, pseudonimo di Vital' Aleksjaёnak (in bielorusso Віталь Алексяёнак?; Vilejka, 4 gennaio 1991), è un direttore d'orchestra bielorusso, vive in Germania.

## Biografia
Vitali Alekseenok ha studiato direzione d'orchestra al Conservatorio di San Pietroburgo sotto la guida di Alexander Alexeyew e alla Hochschule für Musik Weimar con Nicolás Pasquet, Gunter Kahlert e Ekhart Wycik. Ha seguito anche masterclass, tra gli altri, con Bernard Haitink, Bruno Weill e Rüdiger Bohn.
Come direttore d'orchestra e come assistente ha lavorato in teatri d'opera come la Bavarian State Opera, il Gran Teatre del Liceu, il Theater an der Wien, l'Opera di Graz, il Teatro Nazionale di Weimar, l'Opera Nazionale di Kiev (prima rappresentazione di Tristano e Isotta in Ucraina) e l'Opera Nazionale di Odessa, nonché alla direzione di orchestre come l'Orchestra sinfonica della radio di Lipsia, la Staatskapelle Weimar e l'Orchestra Sinfonica di Kiev. Ha inoltre tenuto concerti, ad esempio, al Rossini Opera Festival, al Beethovenfest di Bonn,  al Festival di Ludwigsburg, al Teatro Comunale di Bologna e al il Teatro Massimo Bellini.
Nell'anno 2022 ha diretto la première mondiale dell'opera Il Piccolo Principe di Pierangelo Valtinoni al Teatro alla Scala.
Dal 2022 Alekseenok è Kapellmeister alla Deutsche Oper am Rhein di Düsseldorf. È anche direttore artistico del Kharkiv Music Festival  dal 2021 e fondatore e direttore artistico dell'ensemble paradigme.

## Riconoscimenti
- 2021: Vincitore del Concorso internazionale di direzione d'orchestra Arturo Toscanini di Parma[11][12][13][14]

## Opere
- Vitali Alekseenok, Die weißen Tage von Minsk, Frankfurt am Main, S. Fischer Verlag, 2021, ISBN 978-3-10-397098-2.